# Skovdyrkerne
Skovdyrkerne er Danmarks største medlemsejede virksomhed inden for skov og landskab. Det er en konsulentvirksomhed, med 5 afdelinger spredt ud over hele landet, mens sekretariatet pr. 1 september 2017 har hovedsæde i Skovdyrkernes Hus i Ry. 
Skovdyrkerne har lige over 100 ansatte spredt ud over de fem afdelinger. Hver afdeling har en skovrider ansat, som under sig har en række skovfogeder, som tager sig af den daglige kontakt med medlemmerne.
Skovdyrkerne er en medlemsorienteret og medlemsejet virksomhed, hvilket vil sige at de dagligt har kontakt med deres medlemmer. Medlemmer kan få lige præcis den rådgivning som passer til deres behov. Alle kan tage brug af skovdyrkerne og alle kan blive medlem. Skovdyrkerne tilbyder en landsdækkende hjælp til arbejdet med skov, juletræer samt vildt og natur.
2005 Blev der indgået en egentlig samarbejdsaftale i den samlede Skovdyrkerforening, således at de forskellige afdelinger samarbejder imellem. De lokale skovdyrkerforeninger omdannedes i 2010 til andelsselskaber, mens Skovdyrkerne som helhed blev til en koncern med hovedbestyrelsen som øverste myndighed og DFE og Green Product som datterselskaber.

## Skovdyrkernes historie
Den første skovdyrkerforening blev historisk set dannet omkring Vejleområdet i 1904. I årene efter blomstrede en række andre skovdyrkerforeninger op rundt om i landet. I 1939 var der syv skovdyrkerforeninger rundt om i landet, mens der i 1965 var dannet hele 16 foreninger. En række større ejendomme blev medlem i 1983 og begrebet i foreningerne om ”småskovsforeninger” ændres til ”skovdyrkerforeninger”. 1984 blev året, hvor skovdyrkerne fik deres første fælles sekretariat i København. I løbet af 1993-2009 skete en række fusioneringer i Skovdyrkerforeningen, som gjorde at der i stedet for de 16, nu kun var syv foreninger. I 2016 skete således den sidste fusionering og Skovdyrkerne har i dag de fem foreninger.

## Green Product
I 1994 oprettes GP (Green Product) har 4 af foreningerne.  GP er et eksport selskab, som er eget af Skovdyrkerne og som sikre afsætningen af medlemmernes produktion af juletræer og klippegrønt. GP har hovedsæde i Ry.

## Danish Forestry Extension
DFE blev i 1992 oprettet som den internationale del af Skovdyrkerne. I 1992 blev den interne konsulent afdeling omdannet til et aktieselskab.

## Eksterne links
- Skovdyrkerne.dk
- Skovdyrkerne.dk/dfe Arkiveret 24. januar 2016 hos  Wayback Machine
- Green-product.dk